# Ро-фактор
Ро-фактор, також фактор ρ, фактор Rho — бактеріальний білок, який бере участь у припиненні транскрипції. Фактор Rho зв'язується з ділянкою паузи термінатора транскрипції, відкритою ділянкою одноланцюгової РНК (ділянка з 72 нуклеотидів) після відкритої рамки зчитування в послідовностях, багатих на C/бідних на G, які не мають очевидної вторинної структури.
Ро-фактор є важливим білком транскрипції в бактеріях. В Escherichia coli це гексамер ~274,6 кД з ідентичних субодиниць. Кожна субодиниця має РНК-зв'язуючий домен і АТФ — гідролізний домен. Ро є членом сімейства RecA/SF5 АТФ-залежних гексамерних геліказ, які функціонують, обертаючи нуклеїнові кислоти навколо однієї щілини, що простягається навколо всього гексамера. Rho функціонує як допоміжний фактор для РНК-полімерази.
Існує два типи термінації транскрипції у бактерій: Ро-залежна термінація та внутрішня термінація (також звана Ро-незалежною термінацією). Ро-залежні термінатори становлять приблизно половину фактор-залежних термінаторів E. coli. Інші фактори термінації, виявлені в E. coli, включають Tau і nusA. Ро-залежні термінатори вперше були виявлені в геномах бактеріофагів.

## Функція
Фактор Ро діє на субстрат РНК. Ключовою функцією Rho є його геліказна активність, енергія для якої забезпечується РНК-залежним гідролізом АТФ. Початковим сайтом зв'язування Rho є розширена (~70 нуклеотидів, іноді 80–100 нуклеотидів) одноланцюгова ділянка, багата на цитозин і бідна на гуанін, яка називається сайтом утилізації ро (rut), у РНК, що синтезується, перед фактичною послідовністю термінатора. Було виявлено кілька послідовностей зв'язування ро. Серед них не знайдено консенсусу, але кожна з різних послідовностей здається специфічною, оскільки невеликі мутації в послідовності порушують її функцію. Rho зв'язується з РНК, а потім використовує свою АТФ-азну активність, щоб забезпечити енергію для переміщення вздовж РНК, поки не досягне спіральної ділянки РНК-ДНК, де розкручує гібридну дуплексну структуру. РНК-полімераза зупиняється на термінаційній послідовності, тому що на відстані приблизно 100 нт від сайту зв'язування Rho існує специфічний сайт, який називається Rho-чутливим сайтом паузи. Отже, незважаючи на те, що РНК-полімераза приблизно на 40 нт на секунду швидша за Rho, це не створює проблеми для механізму термінації Rho, оскільки РНК-полімераза дозволяє фактору Rho наздоганяти.

## Мутації
Нонсенс мутація в одному гені оперона перешкоджає трансляції наступних генів в уніти. Цей ефект називається мутаційною полярністю. Поширеною причиною є відсутність мРНК, що відповідає наступним (дистальним) частинам одиниці. Припустимо, що в одиниці транскрипції є Ро-залежні термінатори, тобто перед термінатором, який зазвичай використовується. Зазвичай ці попередні термінатори не використовуються, оскільки рибосома перешкоджає Rho досягти РНК-полімерази. Але нонсенс-мутація вивільняє рибосому, так що Rho може вільно приєднуватися до РНК та/або рухатися вздовж неї, дозволяючи йому діяти на РНК-полімеразу на термінаторі. У результаті фермент вивільняється, а дистальні ділянки транскрипційної одиниці ніколи не транскрибуються.